# Chrysops caecutiens
Chrysops caecutiens är en tvåvingeart som beskrevs av Carl von Linné 1758. Chrysops caecutiens ingår i släktet Chrysops och familjen bromsar. Arten är reproducerande i Sverige. Inga underarter finns listade i Catalogue of Life.